# Római Klub

A Római Klub logója

A  Római Klub (angolul Club of Rome) egy nem üzleti szervezet, amely globális eszmecserét folytat különböző nemzetközi politikai kérdésekkel kapcsolatban. A szervezet székhelye kezdetben Hamburgban volt, majd 2008. július 1-jén a svájci Winterthurba helyezték át.
A klubot 1968-ban alapították. Az ötlet egy olasz gyáriparostól, Aurelio Pecceitől és a skót Alexander Kingtől származik. Aurelio Peccei akkor a Fiat és az Olivetti vezetőségének tagja és az Italconsult tanácsadócég elnöke volt. Alexander King a párizsi székhelyű OECD-nél volt a tudományok, technológia és az oktatási terület igazgatója.
A két ötletgazdának sikerült az emberiség jövőjét illető kérdésekről egy konferenciát szervezni Rómában az Accademia dei Linceiben, amely azonban nem vezetett a várt sikerhez. A konferencia után hat résztvevő találkozott: Aurelio Peccei, Alexander King, Hugo Thiemann, Max Kohnstamm, Jean Saint-Geours és Erich Jantsch. A csoport célul tűzte ki az ötleteik további megvalósítását és elnevezték magukat Club of Rome-nak.

## Tagválasztás
- Az alapítók a klubot multinacionálisnak és multikulturálisnak szánták, melyben minden kultúrát, ideológiát, szakmát és tudományágat képviseltetni akartak.
- A tagok rendkívül alapos megfontolással kikeresett közgazdászok, gyáriparosok, tudósok és a közélet más személyiségei.
- Megkülönböztetnek aktív, társult, tiszteletbeli és szervezeti tagokat. Az aktív tagok száma korlátozott (száz); 2008 első felében 66 tagot számlált a klub. Egy magas rangú politikai hivatal kizárja az aktív tagságot.
- A tagságra való jelentkezés ugyan lehetséges, de nem szokványos. A klub a tudományos akadémiák elvét tekinti példának.

## Elnökök
- 1969–1984: Aurelio Peccei – alapító tag[1]
- 1984–1990: Alexander King – alapító tag[1]
- 1990–2000: Ricardo Díez-Hochleitner[2]
- 2000–2006: El Hassan ibn Talal
- 2007–2012: Ashok Khosla, Eberhard von Koerber
- 2012–2018: Ernst Ulrich von Weizsäcker, Anders Wijkman
- 2018 - Mamphela Ramphele, Sandrine Dixson-Declève

## Célok
Általánosságban az összes klubtag célja következőképpen foglalható össze: „Célunk a közös gondviselés és felelősség az emberiség jövőjéért!”

## Munka és eredmények
A Római Klub 1972-ben lépett igazán a figyelem középpontjába a The Limits To Growth című publikációval. A jelentést Dennis L. Meadows szerkesztette, mely tanulmány elsőként ad prognózist a világ továbbfejlődéséhez a System Dynamics (egy analitikai metódus) alkalmazásával.
1972 óta – más publikációk mellett – a klub 33 ún. „Jelentés a Római Klub számára”-tanulmányt fogadott el. Ezek különböző témákkal foglalkoznak a jövőbeli fejlődés szempontjából. A jelentéseket külső szakértők szerkesztik és terjesztik a klub elé elbírálásra, amely elfogadja vagy elutasítja ezeket. Az elfogadott jelentéseket nem a klub publikálja.
A Római Klub az egyik kezdeményezője a Global Marshall Plan Initiative-nak (Globális Marshall-terv Kezdeményezés).

### Kiadott tanulmányok
- The Limits To Growth Dennis L. Meadows et al., 1972
- Mankind At The Turning Point M. Mesarovic and Eduard Pestel, 1974
- Rio Report: Reshaping The International Order Jan Tinbergen et. al., 1976
- Goals For Mankind László Ervin et al., 1977
- Beyond The Age Of Waste, Gábor Dénes et al., 1978
- Energy: The Countdown Thierry de Montbrial, 1978
- No Limits To Learning J. Botkin, M. Elmandjra, M. Malitza, 1978
- Tiers-Monde, Trois Quarts Du Monde Maurice Guernier, 1980
- Dialogue On Wealth And Welfare – An Alternative View Of World Capital Formation Orio Giarini, 1980
- Road Maps To The Future. Towards More Effective Societies Rohdan Hawrylyshyn, 1980
- L'Imperatif De Cooperation Nord-Sud, La Synergie Des Mondes Jean Saint-Geours, 1981
- Microelectronics And Society: For Better And For Worse A. Schaff & G. Friedrichs, 1982
- The Future Of The Oceans Elisabeth Mann Borgese, 1986
- Le Tiers Monde Peut Se Nourrir René Lenoir, 1984
- The Barefoot Revolution Bertrand Schneider, 1988
- Beyond The Limits To Growth Eduard Pestel, 1989
- The Limits to Certainty, Orio Giarini & Walter R. Stahel, 1989/93
- Africa Beyond Famine Aklilu Lemma & Pentti Malaska, 1989
- The First Global Revolution, Alexander King & Bertrand Schneider, 1991
- The Capacity To Govern Yehezkel Dror, 1994 & 2001
- The Scandal And The Shame: Poverty And Underdevelopment Bertrand Schneider, 1995
- Taking Nature Into Account: Towards A Sustainable National Income Wouter van Dieren, 1995
- Faktor vier. Doppelter Wohlstand - halbierter Naturverbrauch Ernst Ulrich von Weizsäcker et al., 1995/96/97, ISBN 3-426-26877-9
- The Limits Of Social Cohesion: Conflict And Understanding In A Pluralistic Society, Peter L. Berger, 1997
- Wie wir arbeiten werden Orio Giarini & Patrick Liedtke, 1998
- The Oceanic Circle: Governing The Seas As A Global Resource Elisabeth Mann Borgese, 1998
- Im Netz: Die hypnotisierte Gesellschaft Juan Luis Cebrian, 1999
- Menschlichkeit gewinnt Reinhard Mohn, 2000
- Die Kunst, vernetzt zu denken Frederic Vester, 2002
- The Double Helix Of Learning And Work Orio Giarini / Mircea Malitza, 2003
- Grenzen der Privatisierung : wann ist des Guten zu viel? Ernst Ulrich von Weizsäcker et al., 2005/06, ISBN 3-7776-1444-0
- The Population Blow Up and After Sergey P. Kapitza, 2006, Bericht an den Club of Rome und die Global Marshall Plan Initiative